# 台灣鐵路周遊券
台灣鐵路周遊券（TR PASS）是一系列基於臺灣鐵路公司發行的铁路周游票，以來台灣訪問的本國及外國觀光客為主要對象，所販售、發行的一種可任意搭乘台鐵所經營的旅客鐵道路線用的車票，取代了環島周遊票。

## 銷售、購買與使用方法
持有仍在有效期限內周遊券的旅客，可以任意在台鐵系統所屬各種交通設施的檢票口通行，惟通關時必須選擇有站務員看守的人工檢票口，並出示周遊券，而不能利用自動檢票機進出月台區。除此之外，持有周遊券的旅客若欲預定劃位座，則可在發車前事先持周遊券至各車站內的售票窗口兌換指定車班的車票，且不需額外支付劃位座的費用。由於對號座車票只是作為預定座位的證明，但進入、離開檢票口時仍然是持周遊券直接通過，因此與一般車票會在通過檢票口時被回收的狀況不同，使用周遊券換得的指定席車票可在搭車後保留下來，而成為收集台灣鐵路車票最方便的工具之一。另外，持有在有效期限內最後一日的周遊券的乘客如果乘搭跨日運轉的列車，周遊券的有效期會自動延長至周遊券持有人離開該列車為止，在離開該列車後，仍可在不回程及不重複車站的情況下當作已付基本車費的車票使用。

## 使用資格
包括以下條件之一或所有民眾接可以購買並使用：

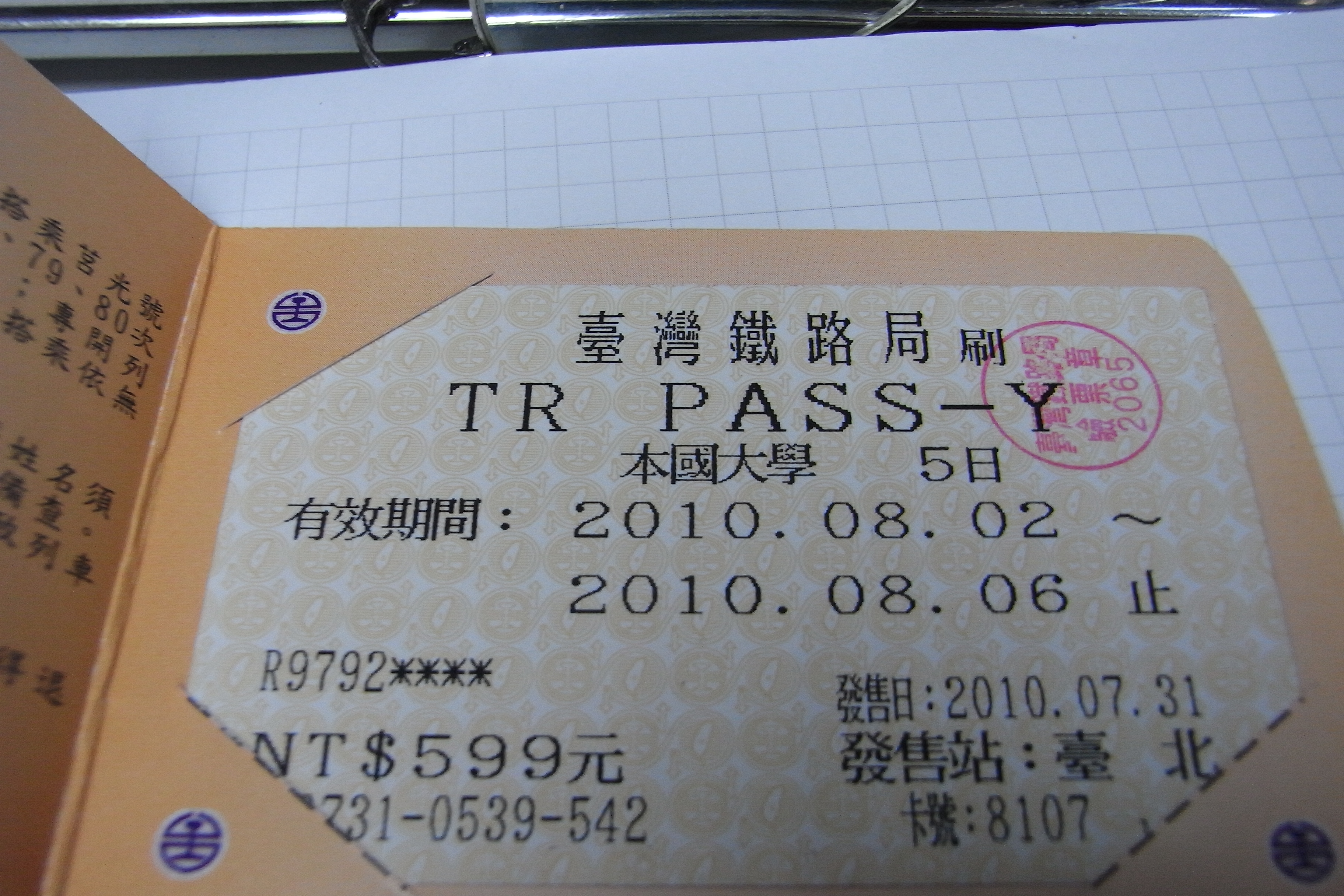
學生版
外國籍學生：(不限寒、暑假期間)
- 外國籍護照＋國際學生證 或 國際版青年旅遊卡。

本國籍學生：
- 限寒、暑假期間購買，須持經中華民國教育部認可之國內學校有效學生證。

一般版
- 沒有使用對象限制。

## 適用範圍
台鐵全線
東部幹線・西部幹線的觀光列車・郵輪式列車・專開列車除外的全部自強號(含太魯閣列車、普悠瑪列車、EMU3000型列車)、莒光號、區間車、等。
(太魯閣列車、普悠瑪列車、EMU3000型列車、71次、72次、73次、74次團體列車及1次、2次觀光列車需持有當日當次車座位券才可乘車)

## 台鐵學生周遊券
TR-PASS學生版必須持學生證，或應屆畢業生持畢業證書或新學校入學通知購買或使用，僅可搭乘莒光號以下車種，且不提供劃位。但是使用在台鐵自強號時不得扣抵車資，須支付全額票價，搭乘與其他鐵路公司共同經營的路線時必須另行支付費用。
使用本券除不得搭乘自強號之外，亦不得搭乘觀光列車(1次、2次、51次、52次)與莒光號團體列車(71次、72次、73次、74次)。

### 學生券使用資格
僅限具學生身分者持有效學生證購買。10日券僅限外籍學生購買。
| 種類   | 身份 | 5日         | 7日           | 10日          |
| ------ | ---- | ----------- | ------------- | ------------- |
| 學生版 | 學生 | 新臺幣800元 | 新臺幣1,050元 | 新臺幣1,400元 |

本國籍學生寒暑假可使用日期：

（1）寒假：1月15日～3月15日。

（2）暑假：6月15日～9月15日。

外國籍學生無限制

## 線路限定的週遊券
三支線（平溪線&深澳線、內灣線、集集線)、東北角一日券、新左營─枋寮一日券，針對特定區域旅行的所有人可以選擇購買。
- 平溪、深澳雙支線（八斗子至瑞芳至菁桐）：

全票新臺幣80元。
優待票（含孩童、敬老及愛心）新臺幣40元。
- 內灣線（新竹至內灣）：

全票新臺幣95元。
優待票（含孩童、敬老及愛心）新臺幣50元。
- 集集線（二水至車埕）：

全票新臺幣90元。
優待票（含孩童、敬老及愛心）新臺幣45元。
- 東北角一日券（瑞芳至頭城，包括平溪線，可不加價搭乘復興號、區間快車或區間車，且得加價劃位搭乘莒光號或自強號(倘未劃位仍應補差額)，如搭乘普悠瑪號須持有當日當次車座位券始得搭乘）:

全票新臺幣126元。
優待票（含孩童、敬老及愛心）新臺幣64元。
- 新左營─枋寮一日券（新左營至枋寮，可不加價搭乘復興號、區間快車或區間車，且得加價劃位搭乘莒光號或自強號(倘未劃位仍應補差額)，如搭乘普悠瑪號或觀光列車須持有當日當次車座位券始得搭乘）:

全票新臺幣184元。
優待票（含孩童、敬老及愛心）新臺幣92元。

## 一般版種類與價格

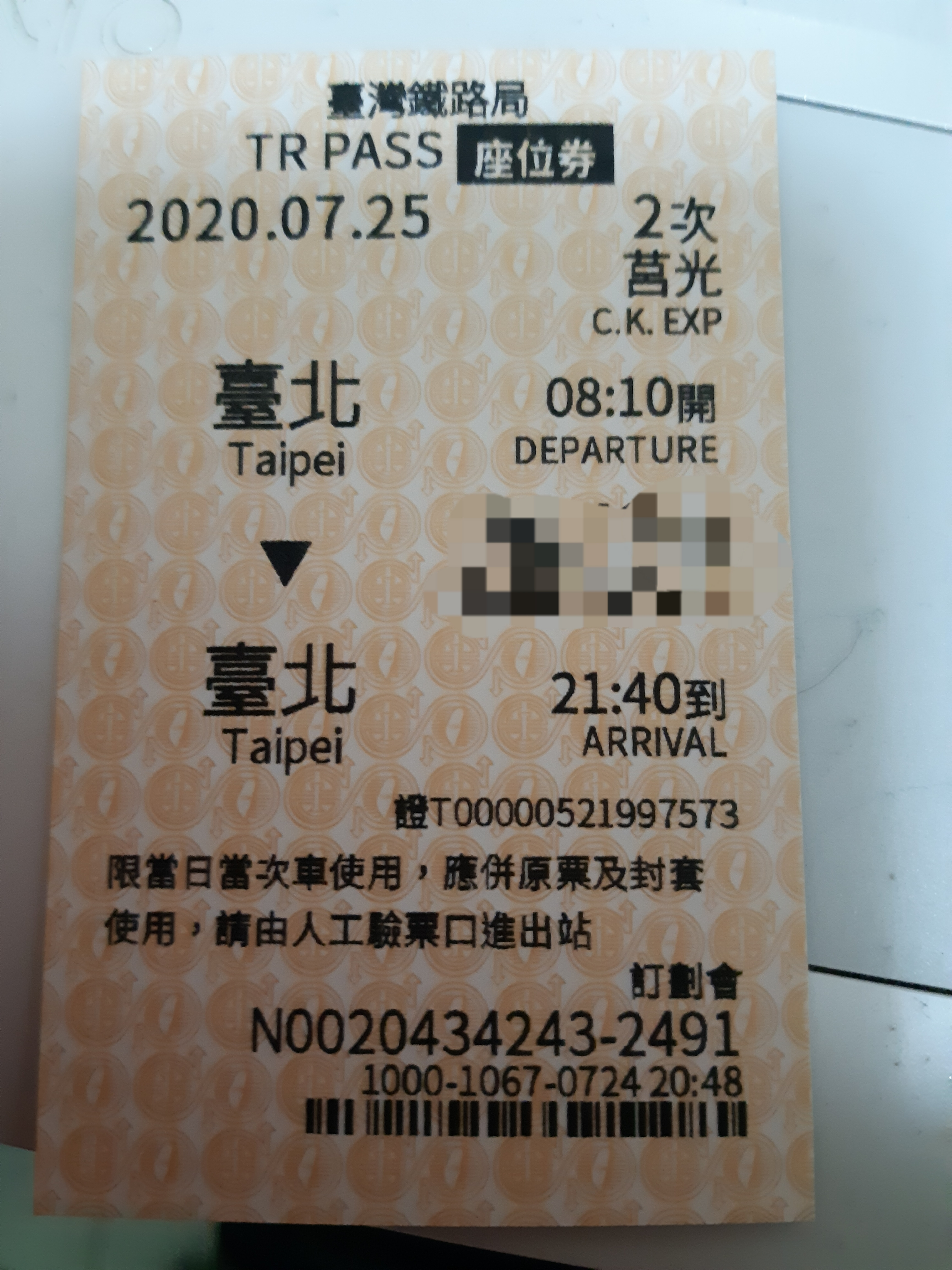
TR PASS座位券

台灣鐵路周遊券一般版於2010年7月12日開賣，相較於學生版，一般版可搭各級旅客列車，搭乘對號列車並可劃座，惟乘坐太魯閣號、普悠瑪號或觀光列車須持有當日當次車座位券始得搭乘。又依使用期間區分為3日、5日。使用期間由開始使用日起算必須是連續的，價格是以台幣為基準，依照購買時換票證的發行價格兌換為當地的貨幣價格，因此可能因為匯率的變動造成價格有所差異。台灣鐵路旅遊券購買後30日內可任擇連續3日、5日使用，但超過30日票面有效期限者亦為無效，在開始使用前可以退票（手續費31元），開始使用後即不可退票。一旦遺失、被竊、損毀，不再補發。
四人同行票：限四人全程同行之旅客，需同行進出站
| 種類 | 身份       | 3日           | 5日           |
| ---- | ---------- | ------------- | ------------- |
| 一般 | 全票       | 新臺幣1,800元 | 新臺幣2,500元 |
| 一般 | 優待票     | 新臺幣900元   | 新臺幣1,250元 |
| 一般 | 四人同行票 | 新臺幣4,200元 | 新臺幣7,000元 |

## 外部連結
- Taiwan Rail Pass (TR PASS) （页面存档备份，存于）
- 台灣鐵路週遊券 （页面存档备份，存于）